# Classe Plunger
Pour les autres classes de navires du même nom, voir Classe A.
La classe Plunger (ou USS A Class) est la première classe de sous-marin américain. Les sept unités de cette classe servirent principalement de bâtiment de formation pour les futurs sous-mariniers.

## Histoire
Considérés comme des navires expérimentaux, ils furent construits à deux endroits différents des deux côtes américaines :
- Crescent Shipyard à Elizabeth dans le New Jersey : SS-2, SS-3, SS-5, SS-7 et SS-8,
- ''Union Iron Works à San Francisco en Californie :SS-4 et SS-6.

La plupart de ces sous-marins furent stationnés dans les Philippines avant le déclenchement de la Première Guerre mondiale.
Ils furent déclassés de 1919 à 1921 et utilisés comme bateau-cible.

## Les sous-marins de classe Plunger
| N° de coque | Nom                 | Lancement         | Service effectif  | Chantier naval                 | Fin de carrière                            | Photo |
| ----------- | ------------------- | ----------------- | ----------------- | ------------------------------ | ------------------------------------------ | ----- |
| A 1         | USS Plunger (SS-2)  | 1er février 1902  | 19 septembre 1903 | Crescent Shipyard Elizabeth    | démantelé le 26 janvier 1922               |       |
| A 2         | USS Adder (SS-3)    | 22 juillet 1901   | 12 janvier 1903   | Crescent Shipyard Elizabeth    | désarmé le 12 décembre 1919                |       |
| A 3         | USS Grampus (SS-4)  | 31 juillet 1902   | 28 mai 1903       | Union Iron Works San Francisco | coulé le 16 janvier 1922 comme cible       |       |
| A 4         | USS Moccasin (SS-5) | 20 août 1901      | 17 janvier 1903   | Crescent Shipyard Elizabeth    | désarmé le 12 décembre 1919                |       |
| A 5         | USS Pike (SS-6)     | 14 janvier 1903   | 28 mai 1903       | Union Iron Works San Francisco | coulé le 26 janvier 1922 comme cible       |       |
| A 6         | USS Porpoise (SS-7) | 23 septembre 1901 | 19 septembre 1903 | Crescent Shipyard Elizabeth    | désarmé le 12 décembre 1919 (bateau-cible) |       |
| A 7         | USS Shark (SS-8)    | 19 octobre 1901   | 19 septembre 1903 | Crescent Shipyard Elizabeth    | désarmé le 12 décembre 1919                |       |